# Karl Beschle
Karl Beschle (17 de fevereiro de 1915 - 8 de dezembro de 1973) foi um oficial alemão que serviu durante a Segunda Guerra Mundial. Foi condecorado com a Cruz de Cavaleiro da Cruz de Ferro.

## Condecorações
| Cruz de Ferro 2ª Classe                                  |
| Cruz de Ferro 1ª Classe                                  |
| Cruz de Cavaleiro da Cruz de Ferro 3 de novembro de 1944 |